# Jacques Du Roure
Pour les articles homonymes, voir Du Roure (homonymie).
Jacques Du Roure (début du XVIIe siècle - vers 1685) est un philosophe français du XVIIe siècle, et l'un des premiers partisans de Descartes en France. 

## Biographie
Sa vie reste très méconnue, et il a publié la plupart de ses livres à compte d'auteur. Il semble avoir fait partie du cercle de Claude Clerselier et avoir rencontré le cartésien néerlandais (d'origine allemande) Johann Clauberg lors du passage de ce dernier à Paris. En 1654, il publie son ouvrage La philosophie divisée en toutes ses parties, qui peut être considéré comme le premier manuel cartésien publié en France. En 1665, son audacieux Abrégé de la philosophie dans lequel on peut lire : « Parce qu’encore dans la philosophie, on considère les choses et les sociétés purement naturelles, je n’y traite pas des religions. Outre que – la nôtre exceptée, dont les principaux enseignements sont la justice et la charité, c’est-à-dire le bien que nous faisons à ceux qui nous en ont fait, et aux autres – elles sont toutes fausses et causes des dissensions, des guerres, et généralement de plusieurs malheurs. » (Morale, § 69).
Sa famille n'est pas à confondre avec l'actuelle famille du Roure de Beaujeu.

## Œuvres
- La Physique expliquée, 1653.
- La Philosophie divisée en toutes ses parties, établie sur des principes évidents, Paris, 1654.
- Dessein d'une institution universelle, 1661.
- Abrégé de la vraie philosophie, 1665.
- Divers traités des sciences, 1671.
- Nouvelles diversités des sciences, 1671.